# CBCニュースワイド
『CBCニュースワイド』（シービーシーニュースワイド、英称：CBC NEWS WIDE）は、1974年10月1日から1999年3月27日まで中部日本放送 (CBC) で放送されていたローカルワイドニュース番組である。協力：中日新聞。

## 番組の変遷
CBCが属するJNN系列では、CBCがローカルワイドニュースの製作に参入する前から既に山陽放送の『山陽TVイブニングニュース』や静岡放送の『SBSテレビ夕刊』、テレビ高知の『イブニングKOCHI』などが始められていたが、この『CBCニュースワイド』はJNN基幹局では初めてのローカルワイドニュースとなった。その後、RKB毎日放送が『RKBニュースワイド』を、北海道放送が『HBCテレポート6』を、東京放送（現・TBSテレビ）が『テレポートTBS6』を、毎日放送が『MBSナウ』をというように、JNN基幹局も次々とローカルワイドニュースをスタートさせた。
1989年度後期の半年間には、17時代に新設する若者向けの情報番組2本、18:30からの『JNNニュースコープ』と合わせたコンプレックスゾーン『CBCニュース通り』の第3部として放送された。17時台には『小堀勝啓の時代塾』と『ひとみ・ゆかりのSHINSEN通信』という、『ミックスパイください』の原点となった番組が2本編成されていた。また、在名他局の17時台が再放送枠だった1990年代、CBCは唯一『ミックスパイください』『JNNニュースの森』（TBS発の全国ニュース番組）と本番組を合わせ平日夕方に2時間の生放送枠を構えていた。
スタジオは1981年10月から1995年9月まではCBC会館1階の広小路通に面したガラス張りのスタジオ、通称「フロントスタジオ」から、1995年10月から1998年10月はCBCホールから、1998年11月からはCBC放送センターAスタジオから放送されていた。
番組は1999年3月に終了。同年4月には『ユーガッタ!CBC』が本番組に替わる平日夕方の大型情報番組としてスタートし、土曜版は『CBC土曜ニュースワイド』としてリニューアルした。

## 放送時間
いずれも日本標準時。

### 平日
- 18:00 - 18:30（1974年10月1日 - 1990年3月30日） - 1989年10月2日から1990年3月30日までは『CBCニュース通り』の第3部として放送。
- 18:30 - 19:00（1990年4月2日 - 1998年10月30日） - 『JNNニュースの森』の放送開始に伴い、30分繰り下げて放送。
- 18:28 - 19:00（1998年11月2日 - 1999年3月26日） - CBC新放送センター稼動による番組リニューアルに伴い、フライングスタートを開始。

### 土曜
- 18:00 - 18:30 （1976年10月2日 - 1999年3月27日） - 土曜版は開始以来、一貫して『天才クイズ』に続くこの時間帯で放送。この影響で、系列局では18:00から放送される番組がCBCでは1週遅れの17:00（2004年10月からは17:30）から放送されていた。これは『料理天国』（TBS製作）以前から行われ、後継番組の『ユーガッタ!Weekend』の終了まで続いた。

### 日曜
1983年10月30日から1991年9月29日まで、日曜版として『CBC日曜ニュースワイド』が放送されていた（毎週日曜 17:00 - 17:30。中部電力の1社提供番組。）。ただし、時間帯が『JNNニュースコープ』の直前であったため、この時間帯まで系列局のネット番組が放送されることもあり、その場合はタイトルはそのままに、ニュースコープ直後の17:50 - 18:00の短縮版で放送されていた。オープニングは平日版にピクチャーテロップで「日曜」と書かれたものが貼り付けられただけであった。

### 深夜版
1986年9月29日からは、『CBC情報デスク』（45分間）の後継番組として、JNNの最終ニュース番組『ネットワーク JNN』の直後に『おやすみ!ニュースワイド』という30分のローカルニュース番組も放送されていた。オープニングはビートたけしの楽曲「見る前に躍べ」のボーカルのない部分を編集したものが使用されていた。この番組は1988年4月の改編で『CBCニュース24』にリニューアルされた。

## 出演者
| 1974.10.1 | 1976.9.24  | 日比英一                                         | 日比英一                | 日比英一               | （不在）                                          | （不在）                                          | （不在）                              | （不在）                              | （不在）                              |
| 期間 | 期間       | 月〜土曜                                         | 月〜土曜                | 月〜土曜               | 月〜土曜                                          | 月〜土曜                                          | 月〜土曜                              | 月〜土曜                              | 月〜土曜                              |
| 期間 | 期間       | メイン                                           | メイン                  | メイン                 | サブ                                              | サブ                                              | サブ                                  | サブ                                  | サブ                                  |
| 1976.9.27 | 1981.10.3  | 日比英一14 （平日→1981年10月より月 - 水曜）      | 岸佳弘 （土曜）         | 岸佳弘 （土曜）        | （不在→不明）1                                    | （不在→不明）1                                    | （不在→不明）1                        | （不在→不明）1                        | （不在→不明）1                        |
| 1981.10.5 | 1983.10.1  | 日比英一14 （平日→1981年10月より月 - 水曜）      | 岸佳弘 （土曜）         | 大石清夫2 （木・金曜） | （不在→不明）1                                    | （不在→不明）1                                    | （不在→不明）1                        | （不在→不明）1                        | （不在→不明）1                        |
| 1983.10.3 | 1983.10.22 | 日比英一14 （平日→1981年10月より月 - 水曜）      | 岸佳弘 （木 - 土曜）    | 岸佳弘 （木 - 土曜）   | （不在→不明）1                                    | （不在→不明）1                                    | （不在→不明）1                        | （不在→不明）1                        | （不在→不明）1                        |
| 期間 | 期間       | 月〜日曜                                         | 月〜日曜                | 月〜日曜               | 月〜日曜                                          | 月〜日曜                                          | 月〜日曜                              | 月〜日曜                              | 月〜日曜                              |
| 期間 | 期間       | メイン                                           | メイン                  | メイン                 | サブ （曜日別、詳細な担当曜日は不明）             | サブ （曜日別、詳細な担当曜日は不明）             | サブ （曜日別、詳細な担当曜日は不明） | サブ （曜日別、詳細な担当曜日は不明） | サブ （曜日別、詳細な担当曜日は不明） |
| 1983.10.24 | 1985.9.29  | 日比英一15 （日 - 水曜→1987.12.14より月 - 水曜） | 岸佳弘 （木〜土曜）     | 岸佳弘 （木〜土曜）    | （不明）1                                         | （不明）1                                         | （不明）1                             | （不明）1                             | （不明）1                             |
| 1985.9.30 | 1987.3.29  | 日比英一15 （日 - 水曜→1987.12.14より月 - 水曜） | 岸佳弘 （木〜土曜）     | 岸佳弘 （木〜土曜）    | 古木淑恵                                          | 古木淑恵                                          | 杉山りえ                              | 松山香織                              | 松山香織                              |
| 1987.3.30 | 1987.12.13 | 日比英一15 （日 - 水曜→1987.12.14より月 - 水曜） | 岸佳弘 （木〜土曜）     | 岸佳弘 （木〜土曜）    | 福島敦子                                          | 多田仁美                                          | 多田仁美                              | 多田仁美                              | 多田仁美                              |
| 1987.12.1413 | 1988.4.3   | 日比英一15 （日 - 水曜→1987.12.14より月 - 水曜） | 島津靖雄4 （木 - 土曜） | 横地昭仁 （日曜）      | 古木淑恵                                          | 福島敦子                                          | 多田仁美                              | 多田仁美                              | 多田仁美                              |
| 1988.4.4 | 1989.4.2   | 日比英一15 （日 - 水曜→1987.12.14より月 - 水曜） | 島津靖雄4 （木 - 土曜） | 横地昭仁 （日曜）      | 古木淑恵                                          | 多田仁美                                          | 多田仁美                              | 多田仁美                              | 多田仁美                              |
| 1989.4.3 | 1989.10.1  | 日比英一15 （日 - 水曜→1987.12.14より月 - 水曜） | 島津靖雄4 （木 - 土曜） | 横地昭仁 （日曜）      | 古木淑恵                                          | 加藤美紀                                          | 多田仁美                              | 多田仁美                              | 多田仁美                              |
| 期間 | 期間       | 平日                                             | 平日                    | 平日                   | 平日                                              | 平日                                              | 平日                                  | 土曜・日曜 （1991.10 - は土曜のみ）   | 土曜・日曜 （1991.10 - は土曜のみ）   |
| 期間 | 期間       | メイン                                           | メイン                  | メイン                 | サブ （曜日別、詳細な担当曜日は不明）             | サブ （曜日別、詳細な担当曜日は不明）             | サブ （曜日別、詳細な担当曜日は不明） | メイン                                | サブ                                  |
| 1989.10.27 | 1991.3.30  | 岸佳弘3                                          | 岸佳弘3                 | 岸佳弘3                | 古木淑恵5・6                                      | 加藤美紀5                                         | 槇徳子                                | 日比英一7                             | 古木淑恵 （土） 加藤美紀 （日）       |
| 1991.4.1 | 1991.9.29  | 岸佳弘3                                          | 岸佳弘3                 | 岸佳弘3                | 古木淑恵5・6                                      | 加藤美紀5                                         | 佐々木都希子5                         | 日比英一7                             | 古木淑恵 （土） 加藤美紀 （日）       |
| 1991.9.30 | 1992.8.8   | 岸佳弘3                                          | 岸佳弘3                 | 岸佳弘3                | 柳川薫                                            | 柳川薫                                            | 佐々木都希子5                         | 日比英一7                             | 佐々木都希子                          |
| 1992.8.10 | 1994.3.26  | 石塚元章8・9                                     | 石塚元章8・9            | 石塚元章8・9           | 柳川薫                                            | 柳川薫                                            | 佐々木都希子5                         | 日比英一7                             | 佐々木都希子                          |
| 1994.3.28 | 1995.4.1   | 石塚元章 （週後半）                              | 重盛啓之 （週前半）     | 重盛啓之 （週前半）    | 神尾純子5                                         | 浅野信子                                          | 浅野信子                              | 日比英一7                             | 神尾純子                              |
| 1995.4.3 | 1997.3.29  | 重盛啓之                                         | 重盛啓之                | 重盛啓之               | 神尾純子5                                         | 浅野信子                                          | 浅野信子                              | 日比英一7                             | 神尾純子                              |
| 期間 | 期間       | 平日                                             | 平日                    | 平日                   | 平日                                              | 平日                                              | 土曜                                  | 土曜                                  | 土曜                                  |
| 期間 | 期間       | メイン                                           | メイン                  | メイン                 | サブ （1998.3までは曜日別、詳細な担当曜日は不明） | サブ （1998.3までは曜日別、詳細な担当曜日は不明） | メイン                                | サブ                                  | 解説                                  |
| 1997.3.31 | 1998.3.28  | 重盛啓之                                         | 重盛啓之                | 重盛啓之               | 神尾純子                                          | 浅野信子                                          | 冨田和音                              | 中橋かおり                            | 日比英一                              |
| 1998.3.30 | 1998.9.26  | 重盛啓之                                         | 重盛啓之                | 重盛啓之               | 加藤由香10                                        | 浅野信子                                          | 神尾純子                              | 丹野みどり                            | （不在）                              |
| 1998.9.28 | 1999.3.27  | 大園康志10                                       | 大園康志10              | 大園康志10             | 丹野みどり11                                      | 丹野みどり11                                      | 神尾純子                              | 吉村洋子12                            | （不在）                              |
| - 1 この間に所真理子や木村奈保子、颯田圭子などが担当。 - 2 当時のCBC論説委員。 - 3 体調不良で降板（1995年11月17日、胃癌のため死去。享年49）。 - 4 降板を機にアナウンス職を離れ、他部署の管理職業務に専念することに。 - 5 週末版と兼任。 - 6 夫は次代のメインを務めた石塚元章。 - 7 コンプレックス枠『CBCニュース通り』（17:00-19:00、当番組はその第3部として位置づけられた）設置、及び平日のメインを担当する日比・島津の管理職業務多忙に伴うキャスター変更。 - 8 後番組の『ユーガッタ!CBC』で再登板。 - 9 妻は先代のサブを務めた古木淑恵。 - 10 番組終了後は『CBC土曜ニュースワイド』に異動。 - 11 後番組の『ユーガッタ!CBC』→『イッポウ』も担当。 - 12 後番組の『CBC土曜ニュースワイド』も担当。 - 13 ニュースセンター稼動に伴うキャスター変更。 - 14 1981年に盲腸炎悪化に伴う体調不良のため約2ヶ月ほど番組を休養。その間は後輩の福井豊治（当時CBCアナウンサー）が代理キャスターを担当した。 - 15 1988年5月より約1ヶ月間体調不良のため番組を再度休養。この期間は日曜版のみに出演していた横地昭仁（当時CBCアナウンサー、現・CBC論説委員）が代理キャスターを担当した。 |            |                                                  |                         |                        |                                                   |                                                   |                                       |                                       |                                       |

天気予報担当
- 秋田隆一（気象予報士）
- 北村泰宏（気象予報士、後番組の『ユーガッタ!CBC』も担当。）

## タイトルロゴなど
- 初代（1974年10月 - 1995年9月）
- 2代目（1995年10月 - 1998年10月）
- 3代目（1998年11月 - 1999年3月） - CBC新放送センター稼動による番組リニューアルに伴い、タイトルロゴも全て英字となる（上にCBCのロゴ、中央に「NEWS」、下に「WIDE」）。

70年代 - 80年代前半はオープニングにスキャニメイトが使われていた。
歴代のオープニングテーマの中に、「こんばんは!!」と叫ぶ声や印象的な「こんばんは〜」のコーラスを入れたことがある。1993年のリニューアルまで使用された。